# Pezophaps solitaria
Pezophaps solitaria là một loài chim không biết bay đã tuyệt chủng trong họ Columbidae.